# Levitating
«Levitating» — песня, записанная британской певицей Дуа Липой для её второго студийного альбома Future Nostalgia. Она была написана самой Липой, Кларенсом Коффи-младшим, Сарой Хадсон и Стивеном Козменюком, спродюсировали запись Козменюк и Стюарт Прайс. В музыкальном плане песня представляет собой смесь электро-диско, спейс-рока, дэнс-рока и пауэр-попа, содержащая элементы R&B из 90-х. Это был первый записанный трек, который появился в финальном трек-листе альбома.
Песня стала лучшей в США по итогам 2021 года и также является самой продолжительной песней артистки в чарте Billboard Hot 100, проведя в нём 77 недель. Сингл получил платиновый сертификат Британской ассоциации производителей фонограмм (BPI) в Соединённом Королевстве.
Несмотря на то, что «Levitating» не была выпущена в качестве сингла, она вошла в официальные чарты Португалии, Испании, Греции, Венгрии, Литвы и Словакии. После выхода альбома «Levitating» получила в основном положительные отзывы музыкальных критиков. Лирк-видео на песню было выпущено 9 апреля 2020 года.
Ремикс на песню The Blessed Madonna «Levitating» с участием Мадонны и Мисси Эллиотт был выпущен для цифровой загрузки и потоковой передачи 13 августа 2020 года в качестве ведущего сингла с альбома ремиксов Дуа Липы и The Blessed Madonna Club Future Nostalgia (2020). Он был классифицирован как Электронная танцевальная музыка, электро-диско, электро-хаус, фьюче-бейс и техно-трек, с дискотечной и трансовой атмосферой, а также с увеличенным темпом по сравнению с оригиналом. Ремикс был встречен неоднозначными отзывами критиков; многие хвалили вокал трёх певцов, а многие критиковали новую постановку. Он занял 10-е место в чарте синглов US Bubbling Under Hot 100, а также 35-е место в Австралии и 76-е место в Италии. Он сопровождался музыкальным видео, снятым Уиллом Хупером в Лондоне и Атланте. В ролике, посвященном теме «любовь побеждает всех», многие люди находятся под влиянием загадочной планеты и одержимы символом, похожим на лабиринт. Ролик получил высокую оценку за мифологичность. И Мадонна, и Блаженная Мадонна отсутствуют в видео, однако в нём фигурируют и Липа, и Эллиотт.
Второй ремикс на «Levitating» с участием американского рэпера DaBaby был выпущен на цифровых сервисах загрузки и потоковой передачи 1 октября 2020 года. Он появляется в бонусном выпуске Future Nostalgia и 6 октября 2020 года вышел в Соединённых Штатах на радиостанциях, играющих современный популярный радиоформат в качестве третьего сингла альбома в этой стране. Ремикс сделан так же, как и в оригинале, а DaBaby добавляет поп-рэп-куплет и вступление. Ремикс получил музыкальное видео, снятое Уорреном Фу и созданное в партнерстве с социальной сетью TikTok. В видео видно, как Липа и ДаБаби танцуют в лифте, оформленном в стиле ар-деко, а в актёрском составе много пользователей TikTok. Видео получило одобрение критиков за эстетику дискотеки. Сингл достиг второго места в Billboard Hot 100 и Billboard Global 200, став для Липы её третьим синглом в десятке лучших top-10 Billboard Hot 100 вслед за «Don’t Start Now» и «New Rules».

## Релиз и продвижение
«Levitating» был выпущен 27 марта 2020 года в качестве пятого трека на втором студийном альбоме Дуа Липы Future Nostalgia. В августе 2020 года Липа подтвердила, что эта песня станет пятым официальным синглом альбома. Он был издан в радиоформате в Италии и Великобритании 13 августа и 23 сентября 2020 года как промосингл. 25 сентября 2020 года DaBaby подтвердил в интервью Capital FM, что скоро у него выйдет совместная работа с Липой. Позже в тот же день Липа объявила, что через неделю выйдет ремикс на «Levitating» с участием DaBaby.
Обложка ремикса была снята Джозефом Фордом на камеру Sony A7III с объективом Sony 24-70 2.8 GM, со вспышкой, диафрагмой f/3,2, выдержкой 1/160 и ISO 1000. Премьера фильма состоялась 1 октября 2020 года в 18:00 по восточному времени (23:00 по Гринвичу), когда он был выпущен для цифровой загрузки и потоковой передачи. DaBaby добавляет новый поп-рэп-куплет и вступление к оригиналу, при этом он выступает в качестве дополнительного автора трека. Позже ремикс был добавлен к трём изданиям Future Nostalgia: бонусному изданию, выпущенному вместе с песней, цифровому изданию от 29 октября 2020 года и вышедшему 20 ноября 2020 года французскому изданию на CD.
Ремикс был передан радиостанциям, играющим современные популярные форматы в США 6 октября 2020 года и стал третьим синглом альбома в стране. Он также транслировался в современных популярных радиоформатах в Италии и Великобритании 2 и 9 октября 2020 года соответственно. Оригинал транслировался в форматах adult contemporary radio в Соединённом Королевстве 17 октября 2020 года.
Ремикс также должен был быть представлен в форматах Adult contemporary music в США 19 октября 2020 года, но в конечном итоге был заменен оригиналом.
Благодаря партнерству с TikTok в области музыкального видео, приложение запустило всемирную рекламную кампанию с продвижением в нескольких цифровых и социальных сетях, а также на Таймс-сквер в Нью-Йорке и на известных сайтах в городах по всей Европе. Приложение также запустило челлендж #Levitating, в котором Дуа Липа предложила фанатам использовать функцию замедленного движения TikTok, чтобы продемонстрировать свои навыки левитации. Песня рекламировалась с помощью фильтра Instagram в его приложении. Липа и Koz дали интервью о создании песни для 194-го выпуска музыкального подкаста Song Exploder, выпущенного 7 октября 2020 года. Она была также включена в Morrisons' 2020 Christmas TV Ad. Песня была использована во время 46th People’s Choice Awards 15 ноября 2020 года. Песня была включена в рекламный ролик сезона НБА 2020—2021, снятый NBA на TNT. Джо Байден и Камала Харрис использовали его в плейлисте в поддержку своей инаугурации.

## The Blessed Madonna Remix
После выпуска Future Nostalgia Липа заручилась поддержкой The Blessed Madonna для создания альбома ремиксов, который позже стал Club Future Nostalgia. The Blessed Madonna сделала ремикс на два трека с пластинки, «Levitating» и на ранее неизданная «Love Is Religion». Что касается «Levitating», у которого было несколько версий, и Дуа Липа и The Blessed Madonna придумали «веселый» клубный ремикс. Изначально блаженная Мадонна создала его так, как будто Липа была единственным человеком, который на нем пел. После завершения ремикса Дуа Липа подумала, что Мадонна и Мисси Эллиотт будут замечательно звучать на нем, поэтому она обратилась к ним обоим по электронной почте, и оба ответили, что они будут готовы. Мадонна записывала свой вокал в отдельной студии, а её инженер Майк Дин отправил их в The Blessed Madonna. Мадонна исполнила несколько вариаций, в том числе на секунду выпустила сингл 1983 года «Lucky Star». Затем Эллиот отправил ей стих, в который входил воздушный рог. Затем Блаженная Мадонна «франкенштейном» объединила три части, прежде чем Мадонна попросила Дина микшировать песню. В итоге Дин передал мастеринг и сведение. И Мадонна, и Эллиотт были добавлены в качестве авторов песен, а The Blessed Madonna — в качестве ремиксера и дополнительного продюсера.

### Видеоклип

#### Предпосылки и прием
Музыкальное видео на ремикс «Благословенной Мадонны» на «Levitating» было снято Уиллом Хупером и произведено продюсерской компанией Blink под руководством продюсера Корин Тейлор и исполнительного продюсера Лауры Нортовер. Из-за ограничений, связанных с изоляцией из-за пандемии COVID-19, концепция видео была разработана виртуально, с множеством видеозвонков с Липой и её командой менеджеров TAP. Съемочная группа столкнулась с трудностями во время производства из-за того, что несколько служб киноиндустрии были закрыты или работали в ограниченном режиме. Они позаботились о том, чтобы запустить безопасный набор и следовать указаниям правительства в отношении COVID-19. Видео включает появление Липы, Эллиотта и бойфренда Липы, Анвара Хадида, при этом отсутствуют и The Blessed Madonna, и Мадонна. Он черпает вдохновение из внеземной жизни и научной фантастики. Рина Янг выступает в роли фотографа-постановщика видео, и она создает современное и вдохновляющее видение, где-то между редакционным и домашним видео, с множеством синих и красных оттенков.
Музыкальное видео было снято в июне 2020 года в Лондоне в течение 4 дней, в то время как Эллиот снимала свои роли со своей командой в Атланте, совместно с британской командой Липы. Это был один из первых крупных проектов, снятых в соответствии с директивами APA после запретов на изоляцию. Из-за протоколов социального дистанцирования, связанных с пандемией COVID-19, съемочная группа решила снимать настоящих пар, что привело к кастингу Хадид. О съемках видео, песня которой тогда была неизвестна, сообщалось 18 июня 2020 года вместе с кастингом Хадид. Премьера визуала состоялась 14 августа 2020 года в 05:00 по тихоокеанскому времени (12:00 UTC). Рания Анифтос из Billboard назвала ремикс-видео The Blessed Madonna «Levitating» «красочным» и «мечтательным». В фильме «Следствие звука» Озеро Шац отметило его линзы, покрытые ледяной глазурью, и похвалило его «мифические и небесные образы». В заключение он заявил, что видео «шикарно» и похоже на «четырехминутный Ring Pop». Майя Кедем из Radio.com рассматривала видео как смесь Sailor Moon, Euphoria и Twilight. В своем обзоре для Vogue Джанель Окводу отметила его «триповый визуальный ряд, яркие цвета» и гардероб, визуализирующий «ретро-рейв-тему Future Nostalgia».

#### Синопсис
Музыкальное видео имеет тему «любовь побеждает все» и состоит из множества сцен, синтезированных для изображения многих романтических моментов, при этом каждая сцена вплетена в сюжетную линию и вне её. Сюжетная линия показывает, как множество людей одержимы символом, похожим на лабиринт, находясь под влиянием загадочной светящейся планеты. На протяжении всего видео показаны психоделические кадры призрачных полей и инкрустированных драгоценными камнями автомобилей. Видео начинается с монтажа некоторых событий видео, прежде чем видно, как Дуа Липа смотрит на планету из окна квартиры. Её волосы окрашены в ярко-розовый цвет, она носит пижамные брюки с логотипом Martine Rose и боди из кожи питона для девочек. Она начинает танцевать по квартире, где играет винил, и заполнены аналоговыми магнитофонами и жужжат телевизоры.
В следующей сцене блондинка в спальне смотрит на себя в зеркало и держит небольшой предмет с символом лабиринта, который она прячет под подушкой, но позже разбивает его пополам. Затем она смотрит в телескоп на девушку-брюнетку, читающую книгу. Брюнетка смотрит прямо в телескоп, слегка пугая блондинку, прежде чем брюнетка съедает то же самое, что блондинка положила себе под подушку. В следующей сцене группа людей болтается в скейт-парке, рисует мелом символ, похожий на лабиринт, и катается на коньках, а также целующаяся пара. Затем двое людей идут под строением, похожим на шоссе, на котором есть граффити в виде символа лабиринта, один из которых держит портфель. В конце концов они добираются до места, где открывают зелёный кристалл. Следом за ним посреди поля изображен мужчина, рисующий символ на белом листе. Видно, как ещё один мужчина ведет свою машину к точке возле строения, напоминающего шоссе. Он вытаскивает сеть из своей машины и смотрит в небо. Эта сцена заканчивается появлением луны в его машине, прежде чем женщина занимает её место.
Ближе к концу, Мисси Эллиот появляется для своего стиха. Она носит отпечаток ладони Версаче, салатовый жакет и бейсболку, а также огромные серьги-кольца и длинные косички. Женщина в мерцающем платье для дискотек танцует в поле, появляясь там из-за падающей звезды. Затем Липа и Хадид видны лежащими в цветочном поле и едущими на машине по планете, в которой они целуются. Дуа Липа носит белое полосатое темно-синее трикотажное боди Miu Miu в морском стиле с воротником в стиле Питера Пэна, а Хадид носит сдержанную футболку и джинсы. Визуализация заканчивается тем, что Липа и Хадид отправляются на планету в главных ролях.

## DaBaby Remix

### Музыкальное видео

#### Фон и релиз
С 25 августа 2020 года по 31 августа 2020 года Липа провела конкурс в социальной сети TikTok для фанатов, чтобы создать визуализаторы для «Levitating», включая танцы, анимацию и макияж, чтобы получить шанс быть представленным в видео, которое, как позже выяснилось, видео на ремикс с участием DaBaby. Задание собрало 300 000 000 просмотров и 150 000 видеоматериалов, из которых 16 создателей были приглашены принять участие в создании видео. Трое создателей, Эндрю Уилсон, Рамана Борба и Рикки Сандху, помогали в составе команды. Они оживили космический танцпол Дуа Липы, помогли с некоторыми танцевальными номерами и разработали космический грим для танцоров Дуа Липы, соответственно. Для видео у Дуа Липы был мудборд, состоящий из Остина Пауэрса, футуризма и сюрреализма 1960-х, Studio 54 и дискотеки, думая, что «Levitating» была идеальной песней для воплощения этих идей.
Музыкальное видео было снято американским режиссёром Уорреном Фу, и заняло более 16 с половиной часов, при этом стилист Лоренцо Посокко был на Zoom более 17 часов во время этого. Во время съемок Дуа Липа быстро решила, что ей не нравится её внешний вид за несколько мгновений до съемки, и через пять минут парикмахер Крис Эпплтон перевернул её парик и дал ей совершенно новый вид. Пользователи TikTok Декстер Мэйфилд и Оливия Вонг готовились к съемкам, сбрасывая энергию со всех и сохраняя спокойствие соответственно. Изначально DaBaby должен был быть одет как космонавт для своих снимков, но в конечном итоге этого не сделал из-за «потока» видео, поэтому он мог просто повеселиться. Премьера визуала была представлена на YouTube 2 октября 2020 года в 13:00 BST (12:00 UTC). После этого были выпущены два тизера на TikTok, в которых Дуа Липа приглашает пользователей на «Опыт левитации», который переносит их на «межгалатический танцпол»; она также предупреждает зрителей не связываться с системой и, помимо прочего, информирует их о том, как туда добраться.

#### Синопсис
Музыкальный клип начинается с того, что Дуа Липа лежит на капоте классической машины и смотрит на звезды в ночном небе. У неё светлые волосы и блестящий макияж глаз, она носит прозрачный топ Misbhv, брюки-карго и кроссовки Puma, а также колье «сахарбу», которое Хадсон и Кофе подарили ей на день рождения. Портал белого света появляется из ниоткуда, и одежда Липы превращается в изготовленное на заказ мини-платье Atelier Versace, сделанное из сетки кристаллов Сваровски; она работала в тесном сотрудничестве с Versace, чтобы создать платье «мечты дискотеки». Ожерелье Дуа Липы «сахарбуз» затем взлетает с её шеи, и она поднимается по материализованной лестнице в портал. Портал переносит её в футуристический ар-деко, дискотеку и лифт на тему Великого Гэтсби, который имеет золотую отделку и логотип TikTok в виде стрелки, указывающей, на каком этаже они находятся. Она танцует в лифте в сопровождении двух девушек в костюмах посыльных.

#### Прием
Сотрудники DIY назвали клип «Levitating» с ремиксом DaBaby «блестящим и гламурным» и отметили эстетику Studio 54. Для Gay Times Сэм Дамшенас похвалил Липу за роль «межгалактической диско-дивы». Катрина Рис из CelebMix назвала видео «футуристическим», а Майк Васс из Idolator указал на его блокбастер. В Vogue Сьюзан Девани сравнила изготовленное на заказ платье Versace Дуа Липы с предыдущими нарядами Пэрис Хилтон и Кендалл Дженнер. Написав для Billboard, Херан Мамо назвал видео «люкс», в то время как Клара Малли из HypeBeast расценила его как «поворот „Великого Гэтсби“ и дискотеки». В Rolling Stone Клэр Шаффер обратила внимание на темы и образы Млечного Пути в визуальном изображении.

## Признание

### Награды и номинации
| Год  | Организация                  | Награда                 | Результат | Ссылка |
| ---- | ---------------------------- | ----------------------- | --------- | ------ |
| 2021 | MTV Millennial Awards        | Global Hit of the Year  | Номинация | [ 77 ] |
| 2021 | Joox Indonesia Music Awards  | Global Song of the Year | Номинация | [ 78 ] |
| 2021 | MTV Video Music Awards       | Song of the Year        | Номинация | [ 79 ] |
| 2021 | MTV Video Music Awards       | Song of Summer          | Номинация | [ 80 ] |
| 2021 | MTV Millennial Awards Brazil | Global Hit              | Номинация | [ 81 ] |
| 2021 | Popjustice £20 Music Prize   | Best British Pop Single | Номинация | [ 82 ] |
| 2021 | American Music Awards        | Favorite Pop Song       | Номинация | [ 83 ] |
| 2022 | iHeartRadio Music Awards     | Song of the Year        | Победа    | [ 84 ] |

### Итоговые списки
| Публикация        | Список                            | Ранг | Ссылка |
| ----------------- | --------------------------------- | ---- | ------ |
| Atwood Magazine   | Top Songs of 2020                 | N/A  | [ 85 ] |
| Cosmopolitan      | Favorite Songs of 2020            | 1    | [ 86 ] |
| The Forty-Five    | The 45 best songs of 2020         | 15   | [ 87 ] |
| Gorilla vs. Bear  | Songs of 2020                     | 9    | [ 88 ] |
| Herald Sun        | Best songs of 2020                | 1    | [ 89 ] |
| Insider           | The 30 best songs of 2020, ranked | 11   | [ 90 ] |
| Los Angeles Times | 50 best songs of 2020             | N/A  | [ 91 ] |
| Our Culture Mag   | The 25 Best Songs of 2020         | 6    | [ 92 ] |
| PopBuzz           | The 20 best singles of 2020       | 14   | [ 93 ] |
| Refinery29        | The Best Songs Of 2020            | N/A  | [ 94 ] |
| Slant Magazine    | The 50 Best Songs of 2020         | 5    | [ 95 ] |
| USA Today         | Best songs of 2020                | 2    | [ 96 ] |

## Треки
| Digital download / streaming — DaBaby Remix 1. «Levitating» (при участии DaBaby) – 3:23 Digital download / streaming — KUU Remix 1. «Levitating» (KUU Remix) [при участии DaBaby] – 4:10 Digital EP — Version 1 1. «Levitating» (featuring DaBaby) – 3:23 2. «Levitating» – 3:23 3. «Levitating (The Blessed Madonna Remix)» (при участии Madonna и Missy Elliott) – 4:10 4. «Levitating» (KUU Remix) [при участии DaBaby] – 4:10 Digital download / streaming — Don Diablo Remix 1. «Levitating» (Don Diablo Remix) [при участии DaBaby] – 3:28 | Digital download / streaming — Don Diablo Extended Remix 1. «Levitating» (Don Diablo Extended Remix) [при участии DaBaby] – 4:28 Digital EP — Version 2 1. «Levitating» (при участии DaBaby) – 3:23 2. «Levitating» – 3:23 3. «Levitating» (The Blessed Madonna Remix) [при участии Madonna и Missy Elliott] – 4:10 4. «Levitating» (KUU Remix) [при участии DaBaby] – 4:10 5. «Levitating» (Don Diablo Remix) [при участии DaBaby] – 3:28 Digital download / streaming — Amaal Mallik Remix 1. «Levitating» (Amaal Mallik Remix) [при участии Sukriti Kakar и Prakriti Kakar] – 2:36 |

## Чарты
| Чарт (2020—2022)                              | Высшая позиция |
| --------------------------------------------- | -------------- |
| Аргентина (Argentina Hot 100)                 | 24             |
| Австралия (ARIA)                              | 4              |
| Австрия (Ö3 Austria Top 40)                   | 12             |
| Бельгия/Фландрия (Ultratop 50) · DaBaby Remix | 32             |
| Бельгия/Валлония (Ultratop 50) · DaBaby Remix | 27             |
| Бразилия (Top 100 Brasil)                     | 69             |
| Болгария (PROPHON)                            | 1              |
| Канада (Billboard Canadian Hot 100)           | 1              |
| Канада (Billboard AC)                         | 1              |
| Канада (Billboard CHR/Top 40)                 | 1              |
| Канада (Billboard Hot AC)                     | 1              |
| СНГ (TopHit)                                  | 17             |
| Хорватия (HRT)                                | 1              |
| Чехия (Rádio — Top 100)                       | 9              |
| Чехия (Singles Digitál Top 100)               | 2              |
| Европа (Billboard Euro Digital Song Sales)    | 6              |
| Франция (SNEP)                                | 26             |
| Германия (GfK)                                | 16             |
| Мир (Billboard Global 200)                    | 2              |
| Греция (IFPI)                                 | 3              |
| Венгрия (Dance Top 40)                        | 3              |
| Венгрия (Rádiós Top 40)                       | 9              |
| Венгрия (Single Top 40)                       | 8              |
| Венгрия (Stream Top 40)                       | 2              |
| Ирландия (IRMA)                               | 4              |
| Италия (FIMI)                                 | 41             |
| Литва (AGATA)                                 | 6              |
| Нидерланды (Dutch Top 40)                     | 20             |
| Нидерланды (Single Top 100)                   | 23             |
| Новая Зеландия (Recorded Music NZ)            | 5              |
| Польша (Polish Airplay Top 100)               | 3              |
| Португалия (AFP)                              | 11             |
| Россия (TopHit)                               | 24             |
| Шотландия (OCC Scotland)                      | 13             |
| Сингапур (RIAS)                               | 6              |
| Словакия (Singles Digitál Top 100)            | 62             |
| Словакия (Rádio — Top 100)                    | 23             |
| Словения (SloTop50)                           | 24             |
| Испания (PROMUSICAE)                          | 71             |
| Швеция (Sverigetopplistan)                    | 20             |
| Швейцария (Schweizer Hitparade)               | 11             |
| Великобритания (OCC UK Singles)               | 5              |
| США (Billboard Hot 100)                       | 2              |
| США (Billboard Adult Contemporary)            | 1              |
| США (Billboard Adult Pop Airplay)             | 1              |
| США (Billboard Pop Airplay)                   | 1              |
| США (Billboard Rhythmic)                      | 22             |
| США (Rolling Stone Top 100)                   | 3              |

| Чарт (2020)                | Позиция |
| -------------------------- | ------- |
| Netherlands (Dutch Top 40) | 85      |

| Чарт (2021)                       | Позиция |
| --------------------------------- | ------- |
| Australia (ARIA)                  | 5       |
| Austria (Ö3 Austria Top 40)       | 28      |
| Belgium (Ultratop Flanders)       | 77      |
| Belgium (Ultratop Wallonia)       | 66      |
| Canada (Canadian Hot 100)         | 1       |
| CIS (Tophit)                      | 67      |
| Croatia (ARC Top 100)             | 6       |
| Denmark (Tracklisten)             | 14      |
| France (SNEP)                     | 20      |
| Germany (Official German Charts)  | 42      |
| Global 200 (Billboard)            | 1       |
| Hungary (Dance Top 40)            | 16      |
| Hungary (Rádiós Top 40)           | 17      |
| Hungary (Single Top 40)           | 37      |
| Hungary (Stream Top 40)           | 3       |
| India (IMI)                       | 3       |
| Ireland (IRMA)                    | 4       |
| Italy (FIMI)                      | 66      |
| Netherlands (Single Top 100)      | 23      |
| New Zealand (Recorded Music NZ)   | 2       |
| Poland (ZPAV)                     | 61      |
| Russia Airplay (Tophit)           | 123     |
| Sweden (Sverigetopplistan)        | 40      |
| Switzerland (Schweizer Hitparade) | 19      |
| UK Singles (OCC)                  | 6       |
| US Billboard Hot 100              | 1       |
| US Adult Contemporary (Billboard) | 5       |
| US Adult Top 40 (Billboard)       | 1       |
| US Mainstream Top 40 (Billboard)  | 1       |

| Чарт (2020)                               | Позиция |
| ----------------------------------------- | ------- |
| US Hot Dance/Electronic Songs (Billboard) | 40      |

| Чарт                 | Позиция |
| -------------------- | ------- |
| US Billboard Hot 100 | 32      |

## Сертификации
| Регион | Сертификация  | Продажи    |
| --- | ------------- | ---------- |
| Австралия (ARIA) | 8× Платиновый | 560 000    |
| Бельгия (BEA) | Золотой       | 20 000     |
| Бразилия (ABPD) | Бриллиантовый | 160 000    |
| Канада (Music Canada) | Бриллиантовый | 800 000    |
| Дания (IFPI Danmark) | 2× Платиновый | 180 000    |
| Франция (SNEP) | Бриллиантовый | 333 333    |
| Германия (BVMI) | Платиновый    | 400 000    |
| Италия (FIMI) | 3× Платиновый | 300 000    |
| Новая Зеландия (RMNZ) | 7× Платиновый | 210 000    |
| Норвегия (IFPI Norway) | 2× Платиновый | 120 000    |
| Польша (ZPAV) | Бриллиантовый | 250 000    |
| Португалия (AFP) | 3× Платиновый | 30 000     |
| Испания (PROMUSICAE) | 2× Платиновый | 120 000    |
| Великобритания (BPI) | 4× Платиновый | 2 400 000  |
| США (RIAA) | Бриллиантовый | 10 000 000 |
| Стриминг |               |            |
| Япония (RIAJ) | Золотой       | 50 000 000 |
| Данные о продажах + прослушиваниях приведены только на основе сертификации. · Данные только о прослушиваниях приведены на основе сертификации. |               |            |

## История выхода
| Регион         | Дата            | Формат                     | Версии                    | Лейбл            | Ссылка         |
| -------------- | --------------- | -------------------------- | ------------------------- | ---------------- | -------------- |
| Мир            | 13 августа 2020 | Цифровые загрузки стриминг | The Blessed Madonna remix | Warner           | [ 33 ]         |
| Италия         | 13 августа 2020 | Radio airplay              | The Blessed Madonna remix | Warner           | [ 199 ]        |
| Италия         | 13 августа 2020 | Radio airplay              | Original                  | Warner           | [ 5 ]          |
| Великобритания | 21 августа 2020 | Виниловый сингл 12"        | The Blessed Madonna remix | We Still Believe | [ 200 ]        |
| Мир            | 1 октября 2020  | Цифровые загрузки стриминг | DaBaby remix              | Warner           | [ 10 ]         |
| Италия         | 2 октября 2020  | Radio airplay              | DaBaby remix              | Warner           | [ 20 ]         |
| США            | 6 октября 2020  | Contemporary hit radio     | DaBaby remix              | Warner           | [ 19 ]         |
| США            | 19 октября 2020 | Adult contemporary radio   | Original                  | Warner           | [ 24 ]         |
| Мир            | 20 ноября 2020  | Цифровые загрузки стриминг | KUU remix                 | Warner           | [ 97 ]         |
| Мир            | 20 ноября 2020  | Цифровые загрузки стриминг | EP Version 1              | Warner           | [ 98 ]         |
| Мир            | 11 декабря 2020 | Цифровые загрузки стриминг | Don Diablo remixes        | Warner           | [ 99 ] [ 100 ] |
| Мир            | 11 декабря 2020 | Цифровые загрузки стриминг | EP Version 2              | Warner           | [ 101 ]        |
| Мир            | 26 марта 2021   | Цифровые загрузки стриминг | Amaal Mallik remix        | Warner           | [ 102 ]        |

### Комментарии
1. The Blessed Madonna указана как основной исполнитель только на DJ миксе-издании альбома Club Future Nostalgia.[32]
2. ↑  The Blessed Madonna указана как основной исполнитель только на DJ миксе-издании альбома Club Future Nostalgia.[32]
3. ↑  Ремикс имеет длительность 4:10 на сингле и стандартном издании альбома Club Future Nostalgia, но длится 3:55 на DJ Mix издании альбома[32][33]
4. ↑  Как промосингл